# Psyscope
Psyscopeは、Jonathan CohenとBrian MacWhinneyによって開発された、心理学実験制御ソフトウェア。Classic Mac OS 7〜9で動作し、macOSは動作保証外。多くのプログラム開発環境と違い、視覚的に実験刺激を構築できることが特徴。簡単な心理学実験であれば容易に作成できることから、心理学専攻の学生に人気がある。マニュアルは未だ完全には翻訳されていない。そのため、英語が苦手だと、実験を作成するうえでの自由度が制限される。macOSに移植するプロジェクトが現在進行している。